# Celeste Lidia Juan Millet
Celeste Lidia Juan Millet (València, 1953) és una economista i política valenciana, diputada al Congrés dels Diputats d'Espanya.

## Biografia
Llicenciada en Ciències Econòmiques i Empresarials per la Universitat de València, ha estat sotsdirectora de Tributs en la Inspecció Regional de València del Ministeri d'Economia i Hisenda d'Espanya.
Militant del PSPV-PSOE des de 1974, participà en la Taula de Forces Polítiques i Sindicals del País Valencià, fou delegada de participació de la dona de la comissió executiva del partit, i diputada per la província de València a les eleccions generals espanyoles de 1986 i 1989. Fou Secretària Primera de la Comissió de Pressupostos de 1989 a 1993. No es presentà a la reelecció i de juliol de 1993 a juliol de 1995 fou Directora General d'Indústria i Energia de la Conselleria d'Indústria, Comerç i Turisme de la Generalitat Valenciana sota la presidència de Joan Lerma.